# Nicolai Ghiaurov
Nicolai Ghiaurov (Bulgaars: Николай Гяуров) (Velingrad (Zuid-Bulgarije), 13 september 1929 – 2 juni 2004) was een Bulgaarse operazanger Hij was een van de beroemdste bassen van de naoorlogse periode. Hij werd bewonderd vanwege zijn krachtige, weelderige stem, en wordt met name in verband gebracht met rollen van Giuseppe Verdi.
Ghiaurov huwde in 1978 de Italiaanse sopraan Mirella Freni. De twee zangers traden dikwijls tezamen op. Zij woonden in Modena tot Ghiaurovs dood in 2004 ten gevolge van een hartaanval.

## Biografie
Ghiaurov leerde als kind viool, piano en klarinet spelen. Hij begon zijn muziekstudie aan het Bulgaarse Staatsconservatorium in 1949 onder professor Hristo Brambarov. Van 1950 tot 1955 studeerde hij aan het Moskous Conservatorium.
Ghiaurovs carrière begon in 1955, toen hij de Grand Prix op de Internationale Zangcompetitie in Parijs en de Eerste Prijs en een gouden medaille op het Vijfde Wereld Jeugdfestival in Praag won. Ghiaurov maakte zijn operadebuut in 1955 in Sofia als Don Basilio in Gioacchino Rossini's Il barbiere di Siviglia. Hij maakte zijn Italiaanse operadebuut in 1957 aan het Teatro Comunale di Bologna, voor hij in 1959 een internationale carrière begon met zijn vertolking van Varlaam in de opera Boris Godoenov aan het Teatro alla Scala. 1962 markeerde Ghiaurovs debuut aan het Royal Opera House Covent Garden als Padre Guardiano in Verdi's La forza del destino alsook zijn eerste optreden in Salzburg in Verdi's Messa da Requiem onder leiding van Herbert von Karajan.
Ghiaurov trad voor het eerst op met Mirella Freni in 1961 in Genua. Zij was Marguerite, hij was de duivel in Gounods Faust. Ze huwden in 1978 en gingen wonen in haar geboorteplaats Modena. Hij maakte zijn Amerikaanse debuut in 1963 aan de Lyric Opera of Chicago in Faust, en hij zong twaalf rollen bij dit gezelschap, waaronder de titelrollen in Boris Godoenov, Don Quichotte en Mefistofele.
Ghiaurov maakte zijn debuut aan de Metropolitan Opera op 8 november 1965 als Mephistopheles. Hij zong daar in totaal eenentachtig uitvoeringen in tien rollen. Voor het laatst zong hij daar op 26 oktober 1996, als Sparafucile in Rigoletto. In de loop van zijn carrière trad hij onder meer op aan het Bolshoi Theater, de Wiener Staatsoper, het Royal Opera House Covent Garden en de Opéra de Paris.
In de late jaren 1970 zong Ghiaurov de titelrol in de eerste complete stereo-opname van Jules Massenets opera Don Quichotte.
"Hij beschikte over een opmerkelijk vocaal instrument, opvallend royaal in omvang, warm in timbre, donker van kleur. Hij ontwikkelde de resonerende toon met gulheid op zijn bevel, en met bijzonder gemak bij de gepolijste top" merkt Martin Bernheimer op in Ghiaurovs overlijdensbericht in "Opera News".

## Eerbetoon
De Ghiaurov Peak op Livingston Island in de Zuidelijke Shetlandeilanden, Antarctica, is vernoemd naar Nicolai Ghiaurov.

## Bron
- Bernheimer, Martin: "Obituaries: Nicolai Ghiaurov" Opera News 69:2 (August 2004) p. 74.